# ميلينا (مورتال كومبات)
ميلينا هي شخصية خيالية في سلسلة ألعاب القتال مورتال كومبات. ظهرت للمرة الأولى في لعبة مورتال كومبات 2 سنة 1993م، وتعتبر من الشخصيات الشهيرة في السلسلة. وهي تقوم بتنفيذ الاغتيالات من أجل إمبراطور الظلام شاو كان ، وتحمل سلاحي ساي ، وهي التوأم الشرير لكيتانا.